# Grande Tête de l’Obiou
Grande Tête de l’Obiou – szczyt w Préalpes du Dauphiné, części Alp Zachodnich. Leży w południowo-wschodniej Francji w regionie Owernia-Rodan-Alpy. Jest to najwyższy szczyt masywu Dévoluy i całych Prealp Delfinackich.